# Paweł Edelman
Paweł Edelman (ur. 26 czerwca 1958 w Łodzi) – polski operator filmowy nominowany do Oscara i Nagrody BAFTA. Znany ze współpracy z Andrzejem Wajdą i Romanem Polańskim.
Profesor sztuk filmowych (2024). Wykładowca Wydziału Operatorskiego i Realizacji Telewizyjnej PWSFTviT w Łodzi, w latach 2020-2024 jego prodziekan, od roku 2024 dziekan.

## Życiorys
Ukończył kulturoznawstwo na Uniwersytecie Łódzkim, specjalizując się w teorii i historii filmu oraz Wydział Operatorski  PWSFTviT w Łodzi (1990). Po studiach przez krótki czas wykładał historię filmu na rodzimym uniwersytecie w Łodzi, prowadził także zajęcia dydaktyczne na Wydziale Radia i Telewizji Uniwersytetu Śląskiego w Katowicach.
W 1989 zadebiutował jako operator filmowy w filmie fabularnym Głuchy telefon w reżyserii Piotra Mikuckiego. W kolejnych latach współpracował z różnymi reżyserami, m.in. z Władysławem Pasikowskim i Andrzejem Wajdą. Międzynarodowe uznanie zdobył przede wszystkim dzięki współpracy z Romanem Polańskim.
W 2018 uzyskał stopień doktora w dziedzinie sztuk filmowych, a w 2024 otrzymał tytuł profesora w dziedzinie sztuk filmowych i teatralnych.
Członek Polskiej Akademii Filmowej, Europejskiej Akademii Filmowej (EFA), Amerykańskiej Akademii Filmowej oraz Stowarzyszenia Autorów Zdjęć Filmowych (PSC).
Ojciec operatora Macieja Edelmana i reżysera Michała Edelmana.

## Filmografia[1]
- 1989 - Głuchy telefon, reż. Piotr Mikucki
- 1991 - Kroll, reż. W. Pasikowski
- 1992 - Psy, reż. W. Pasikowski
- 1994 - Nastazja, reż. A. Wajda
- 1994 - Psy 2. Ostatnia krew, reż. W. Pasikowski
- 1996 - Słodko gorzki, reż. W. Pasikowski
- 1997 - Historie miłosne, reż. Jerzy Stuhr
- 1997 - Kroniki domowe, reż. Leszek Wosiewicz
- 1997 - Szczęśliwego Nowego Jorku, reż. Janusz Zaorski
- 1998 - Demony wojny według Goi, reż. W. Pasikowski
- 1999 - Operacja Samum, reż. W. Pasikowski
- 1999 - Pan Tadeusz,
- 1999 - Prawo ojca, reż. Marek Kondrat
- 2000 - Duże zwierzę, reż. J. Stuhr
- 2001 - Reich, reż. W. Pasikowski
- 2001 - Boże Skrawki, reż. Yurek Bogayevicz
- 2002 - Zemsta, reż. A. Wajda
- 2002 - Pianista, reż. Roman Polański
- 2004 - Ray, reż. Taylor Hackford
- 2005 - Oliver Twist, reż. R. Polański
- 2006 - Wszyscy ludzie króla, reż. Steven Zaillian
- 2007 - Katyń, reż. Andrzej Wajda
- 2009 - Tatarak, reż. Andrzej Wajda
- 2010 - Autor widmo, reż. Roman Polański
- 2011 - Rzeź, reż. Roman Polański
- 2011 - Roman Polański: moje życie, reż. Laurent Bouzereau
- 2012 - Pokłosie, reż. Władysław Pasikowski
- 2013 - Wenus w futrze, reż. Roman Polański
- 2013 - Wałęsa. Człowiek z nadziei, reż. Andrzej Wajda
- 2014 - Obywatel, reż. Jerzy Stuhr
- 2014 - Kamienie na szaniec, reż. Robert Gliński
- 2016 - Powidoki, reż. Andrzej Wajda
- 2016 - #WszystkoGra, reż. Agnieszka Glińska
- 2019 - J'accuse, reż. Roman Polański
- 2023 - The palace, reż. Roman Polański

## Nagrody i odznaczenia
W 2005 laureat Hollywoodzkiej Nagrody Filmowej w kategorii „Operator roku”.
- 1991: Kroll – najlepsze zdjęcia FPFF Gdynia
- 1996 Zdjęcia dla Operacja Samum
- 1997: Kroniki domowe – Brązowa Żaba Camerimage
- 1997: Kroniki domowe – najlepsze zdjęcia FPFF Gdynia
- 1999: Demony wojny według Goi – (nominacja) Orzeł, najlepsze zdjęcia
- 2000: Pan Tadeusz – Orzeł, najlepsze zdjęcia
- 2002: Boże skrawki – (nominacja) Orzeł, najlepsze zdjęcia
- 2002: Pianista – Europejska Nagroda Filmowa dla najlepszego operatora
- 2003: Pianista – Orzeł, najlepsze zdjęcia
- 2003: Pianista – César, najlepsze zdjęcia
- 2003: Pianista – (nominacja) BAFTA, najlepsze zdjęcia
- 2003: Pianista – (nominacja) Oscar najlepsze zdjęcia
- 2008: Katyń – Orzeł, najlepsze zdjęcia

W 2014 otrzymał Marburger Camera Preis oraz Złoty Medal „Zasłużony Kulturze Gloria Artis”.